# Hemimorina pictipennata
Hemimorina pictipennata är en fjärilsart som beskrevs av George Duryea Hulst 1893. Hemimorina pictipennata ingår i släktet Hemimorina och familjen mätare. Inga underarter finns listade i Catalogue of Life.